# Friedrich-Wilhelm Oeken
Friedrich-Wilhelm Oeken (* 28. September 1923 in Leipzig; † 21. August 2013 ebenda) war ein deutscher Arzt und Hochschullehrer.

## Leben
Oeken besuchte von 1934 bis 1942 die Nikolaischule Leipzig.
Dann wurde er als Sanitätsdienstgrad zum Kriegsdienst in die Kriegsmarine eingezogen.
Nach Ende des Zweiten Weltkrieges machte er eine Ausbildung zum Laborant.
Von 1947 bis 1951 studierte Oeken Medizin.
1951 promovierte er zum Doktor der Medizin mit einer Arbeit zum Thema Die Operationsmortalität an der Universitäts-Frauenklinik Leipzig in den Jahren 1937–1948.
1953 begann er eine Facharztausbildung für Hals-Nasen-Ohren-Heilkunde am Universitätsklinikum Leipzig.
Seine Lehrer waren Woldemar Tonndorf (1887–1957), Kurt Dietzel (1912–2002) und Fritz Moser (1909–1986).
1962 habilitierte er sich mit einer Arbeit zum Thema Schallaufbau der Sprachlaute, Probleme der Frequenzbeschneidung und Frequenztransposition der Sprache sowie Anwendung der Transponierung zur Hörverbesserung und wurde Dozent.
1965 wurde er als Nachfolger Wilhelm Küstners zum Direktor an die HNO-Klinik der Medizinischen Akademie Magdeburg berufen.
In Magdeburg entwickelte er die organerhaltende Tumorchirurgie, die fachspezifische Endoskopie mit intrakavitärer Tumorbestrahlung und endoprothetischer Dilatationsbehandlung, die Traumatologie im Kopf-Hals-Bereich, die Mikrochirurgie des Ohres einschließlich der elektrophysiologischen Funktionsdiagnostik und die fachspezifische Plastische Chirurgie. Er gründete eine otoneurologische Abteilung und erweiterte das Operationsspektrum durch funktionserhaltende und -verbessernde Eingriffe: Tympanoplastiken, Stapesplastiken, Larynxteilresektionen, Hypopharyndivertikel.
Nach der Emeritierung Fritz Mosers folgte Oeken diesem 1975 als Leiter der HNO-Klinik der Universität Leipzig.
In Leipzig gründete er Spezialabteilungen für Endoskopie, Audiologie, Phoniatrie und Allergologie und baute die fachübergreifende Zusammenarbeit in der Onkologie aus.
Er förderte Forschungen auf dem Gebiet der Arbeitsmedizin, der Schleimhautschädigungen des oberen Aerodigestivtraktes, der chronischen Laryngitis mit ihren präkanzerösen Schleimhautveränderungen, der plastischen Chirurgie, der endoskopischen Nasennebenhöhlen-Chirurgie, der Pädaudiologie, der Kinder-Otorhinolaryngologie und der Schlafmedizin.
1989 wurde Oeken emeritiert.

## Ämter und Mitgliedschaften
Oeken war von 1966 bis 1992 im Vorstand der Fachgesellschaft für Otorhinolaryngologie (ORL) und zervikofaziale Chirurgie der DDR.
Von 1970 bis 1974 war er ihr Vorsitzender.
Oeken war korrespondierendes Mitglied der Österreichischen HNO-Gesellschaft und Ehrenmitglied der Ungarischen und der Deutschen Gesellschaft für HNO-Heilkunde, Kopf-Hals-Chirurgie.
Außerdem war er Schatzmeister im Vorstand der Norddeutschen Gesellschaft für ORL und zervikofaziale Chirurgie
Oeken prägte und förderte die Tagungen der Wissenschaftlichen Gesellschaft für HNO-Heilkunde an der Medizinischen Akademie Magdeburg und den Universitäten Rostock und Greifswald.

## Schriften (Auswahl)
- Otorhinolaryngologie zusammen mit Horst Ganz, J. A. Barth, Leipzig, 1998, ISBN 978-3335002338
- Notfälle in der HNO, Urban & Fischer, München, 1985, ISBN 978-3437000935
- Plastische Chirurgie in der Otorhinolaryngologie zusammen mit Axel Krisch, 1978
- Fehler und Gefahren bei Routineeingriffen im HNO-Fachgebiet zusammen mit Lutz Kessler, Leipzig: Thieme, VEB, 1978
- Otorhinolaryngologie für Stomatologen, Johann Ambrosius Barth, 1976
- Hals-Nasen-Ohren-Heilkunde, Berlin, Volk und Gesundheit, 1972
- Frequenztransposition zur Hörverbesserung? Probleme des Schallaufbaus, der Frequenzbeschneidung und Frequenztransposition der Sprache, Leipzig: J. A. Barth, 1966